# Антон Гайнеманн
Антон Гайнеманн (нім. Anton Heinemann; 29 січня 1921, Вунзідель — 27 серпня 2017, Гамбург) — німецький офіцер, лейтенант люфтваффе. Кавалер Лицарського хреста Залізного хреста.

## Нагороди
- Нагрудний знак бортрадиста
- Залізний хрест 2-го і 1-го класу
- Почесний Кубок Люфтваффе (15 травня 1944)
- Німецький хрест в золоті (1 жовтня 1944)
- Лицарський хрест Залізного хреста (17 квітня 1945) — за видатні заслуги в якості бортрадиста гауптмана Гергарда Рата, командира 1-ї групи 2-ї ескадри нічних винищувачів.
- Авіаційна планка нічного винищувача в золоті